# Indalecio Liévano
Indalecio Liévano Aguirre (24. července 1917 Bogotá – 29. března 1982 Bogotá) byl kolumbijský politik a diplomat, který jako 17. stálý zástupce Kolumbie v OSN působil v roce 1978 jako 33. prezident Valného shromáždění OSN. Byl také ministrem zahraničních věcí a zplnomocněným ministrem na Kubě.